# L'esule di Roma
Personnages
- Murena, sénateur (baryton)
- Argelia, fille de Murena (soprano)
- Emilia, sœur d'Argelia (rôle muet)
- Settimio, tribun exilé (ténor)
- Publio, général (baryton)
- Leontina, confidente d'Argelia (soprano)
- Lucio, centurion (basse)
- Fulvio, décurion (ténor)
- Parents de Murena, prêtres, esclaves d'Argelia, peuple, soldats.

Airs
- « Ahi ! Che di calma un'ombra » (Murena) – Acte I, Scène 1
- « Se ad altri il core » (Settimio) – Acte I, Scène 2
- « Al fianco mio ! » (Settimio, Argelia) – Acte I, Scène 3
- « Ei stesso ! » (Settimio, Argelia, Murena) – Acte I, Scène 7
- « Entra nel Circo ! » (Murena) – Acte II, Scène 2
- « S'io finor, bell'idol mio » (Settimio) – Acte II, Scène 3
- « Vagiva... Emilia... ancore » (Murena, Argelia) – Acte II, Scène 5
- « Tardi, tardi il piè la volgi » (Argelia) – Acte II, Scène 6
- « Ogni tormento » (Argelia) – Acte II, Scène 7

L'esule di Roma (L'Exilé de Rome) est un mélodrame héroïque (melodramma eroico) en deux actes, musique de Gaetano Donizetti sur un livret de Domenico Gilardoni, créé le 1er janvier 1828 au Teatro San Carlo de Naples. C'est le premier des trois opéras de Donizetti dont le sujet est tiré de l'Antiquité romaine.

## Historique
En 1827, Donizetti s'est engagé par contrat vis-à-vis de l'impresario napolitain Domenico Barbaja à lui livrer quatre opéras par an pendant trois ans. Il remplit ponctuellement ses obligations et, fort peu après Le convenienze teatrali créé au Teatro Nuovo de Naples le 21 novembre 1827, il fait jouer au Teatro San Carlo le 1er janvier 1828 un nouvel ouvrage, cette fois dans le genre seria : L'esule di Roma. 
Le livret de Domenico Gilardoni est inspiré d'un drame de l'acteur Luigi Marchionni Il proscritto romano, ossia Il Leone di Caucaso (Naples, 1820), lui-même démarqué d'un mélodrame en 3 actes de Louis-Charles Caigniez, Androclès ou le Lion reconnaissant (Paris, 1804) qui, bien plus tard, devait également inspirer George Bernard Shaw pour Androclès et le lion (1912).
L'ouvrage est créé avec une distribution prestigieuse réunissant le ténor Berardo Calvari Winter, la soprano Adelaide Tosi et le baryton Luigi Lablache. L'opéra remporte un véritable triomphe ; il est immédiatement repris sur les autres scènes italiennes : à la Scala de Milan avec la soprano Henriette Méric-Lalande (juillet 1828), à nouveau à Naples avec le ténor Giovanni Battista Rubini (hiver 1828). C'est l'ouvrage que choisit en 1840 la ville natale de Donizetti, Bergame, pour rendre hommage au compositeur : il est donné au Teatro Riccardi sous la direction d'un ami d'enfance de Donizetti, Marco Bonesi, avec une distribution prestigieuse qui réunit Eugenia Tadolini, Domenico Donzelli et Ignazio Marini. L'opéra est produit à Madrid, Vienne et Londres et se maintient au répertoire en Italie et à l'étranger jusqu'en 1869, année de sa dernière représentation au XIXe siècle, à Naples.
L'esule di Roma est donné pour la première fois au XXe siècle le 18 juillet 1982 au Queen Elizabeth Hall de Londres, en version de concert, avec Katia Ricciarelli, Bruce Brewer et John-Paul Bogart, à l'initiative de la Donizetti Society. La première production moderne en Italie au Teatro Chiabrera de Savone en octobre 1986 donne lieu à un enregistrement public (V. infra).
Au fil des premières représentations en Italie, l'ouvrage a fait l'objet de nombreuses modifications. L'une d'elles a fait disparaître le dénouement original dans lequel Settimio était sauvé par un lion qu'il avait guéri d'une blessure et qui le reconnaissait dans le Cirque Maxime : histoire transposée de l'anecdote d'Androclès rapportée par Aulu-Gelle d'après Apion. Elle est remplacée, de manière beaucoup plus conventionnelle, par la clémence de Tibère. La scène finale dans laquelle Argelia se réjouit de l'heureux dénouement a également été ajoutée lors d'une reprise afin de respecter la convention alors en vigueur – et que Donizetti contribua à faire abandonner – qui voulait qu'un opéra devait se terminer par un air de la prima donna.

## Distribution
| Rôle | Type de voix | Interprètes lors de la première le 1er janvier 1828 (Chef d'orchestre : - ) |
| --- | ------------ | --------------------------------------------------------------------------- |
| Murena, senatore sénateur | basse        | Luigi Lablache                                                              |
| Argelia, sua figlia sa fille | soprano      | Adelaide Tosi                                                               |
| Emilia, sorella di Argelia sœur d'Argelia                                                                                             | rôle muet    |                                                                             |
| Settimio, tribuno proscritto tribun exilé                                                                                             | ténor        | Berardo Calvari Winter                                                      |
| Publio, generale général | ténor        | Gaetano Chizzola                                                            |
| Leontina, confidente di Argelia confidente d'Argelia                                                                                  | soprano      | Edvige Ricci                                                                |
| Luccio, centurione centurion | basse        | Giovanni Campagnoli                                                         |
| Fulvio, decurione décurion | ténor        | Ruggero Capranico                                                           |
| Congiunti di Murena, sacerdoti, schiave di Argelia, popolo, soldati. Parents de Murena, prêtres, esclaves d'Argelia, peuple, soldats. |              |                                                                             |

## Argument
L'action se déroule à Rome sous le règne de Tibère.

Durée : environ 1 h 50 min.
Les principaux morceaux de la partition sont le premier air de Murena Ahi ! Che di calma un'ombra et son duo avec Publio (acte I, scène 1), le duo de Settimio avec Argelia (acte I, scène 3), le trio final de l'acte I, auquel l'ouvrage a dû beaucoup de sa popularité au XIXe siècle, la scène de la folie de Murena à l'acte II et le duo entre Murena et Argelia, toujours à l'acte II. La musique se ressent encore nettement de l'influence de l’opera seria tel qu'il est porté à son pinacle par le Semiramide de Rossini (1823), cependant que les passages instrumentaux avec accompagnement de cor anglais ou de basson obligato et les vastes ensembles font souvent songer au vieux maître de Donizetti, Simon Mayr, ainsi qu'à La Vestale (1803) de Gaspare Spontini. Toutefois, l'intensité dramatique des situations comme l'utilisation toute donizettienne de la flûte ou encore la tentative pour abandonner l'air final de la prima donna annoncent déjà les ouvrages de la maturité du compositeur.

### Acte I
Durée : environ 55 min.

#### Premier tableau
Sur une place publique bordée de palais, de temples et de monuments. Arc de triomphe. À droite, le vestibule de la maison de Murena.

Durée : environ 43 min.

- Scène 1 : Le peuple de Rome acclame le général Publio, vainqueur des ennemis de l'empereur Tibère, mais le sénateur Murena ne semble pas partager la liesse générale. En effet, il a promis la main de sa fille Argelia à Publio, mais lorsque celui-ci vient la réclamer, il doit lui avouer que la jeune fille est introuvable et parvient mal à dissimuler son trouble.
- Scène 2 : Nous apprenons bientôt la raison de la disparition d'Argelia : le jeune tribun Settimio, fils du bienfaiteur de Murena, que ce dernier a fait condamner et exiler pour des motifs politiques, est de retour secrètement, bravant une mort certaine, et vient retrouver Argelia dont il est amoureux (cabalette : Se ad altri il core).
- Scène 3 : Argelia lui est restée fidèle (duo : Al fianco mio !).
- Scène 4 : Le bonheur des retrouvailles est de courte durée car Lucio survient avec des soldats et arrête aussitôt Settimio.
- Scène 5 : Argelia avoue qu'elle aime Settimio à Publio qui, noblement, lui promet son aide.
- Scène 6 : Lucio annonce à Murena que Settimio est de retour et qu'il est attendu au Sénat pour le juger.

#### Second tableau
À l'intérieur de la maison de Murena.

Durée : environ 12 min.
- Scène 7 : Settimio rend une dernière visite à Argelia. Il lui donne les preuves écrites de la conspiration dont il est victime et dont son propre père est l'âme. Argelia est horrifiée par ce qu'elle apprend. Entre Murena, fou de douleur, qui vient de condamner à mort Settimio. Il supplie ce dernier de ne pas révéler à sa fille les preuves de son infâmie et lui propose de sauver son honneur en s'enfuyant de Rome avec Argelia. Mais Settimio refuse et marche à la mort. De manière assez singulière, Donizetti conclut donc l'acte I par un remarquable trio (Ei stesso !) plutôt que par le concertato habituel. Ce procédé sera repris par Bellini à la fin de l'acte I de Norma (1831) et par Verdi à la fin d’Ernani (1844).

### Acte II
Durée : environ 55 min.

#### Premier tableau
À l'intérieur de la maison de Murena.

Durée : environ 10 min.

- Scènes 1 et 2 : Murena sombre dans la folie dans une très belle scène (aria : Entra nel Circo ! ; cabalette : Di Stige il flutto), qui annonce curieusement les scènes de folie – toutes féminines – des opéras de la maturité mais fait surtout écho à des exemples canoniques du théâtre néo-classique où un personnage masculin est rendu fou par le remords, parmi lesquels on peut citer les tragédies Saül (1782) de Vittorio Alfieri et Aristodemo (1786) de Vincenzo Monti. Giovanni Pacini se souviendra de cette scène dans son Saffo (1840).

#### Deuxième tableau
Dans la prison.

Durée : environ 10 min.
- Scène 3 : Dans sa prison, Settimio attend son exécution. L'aria en La majeur : S'io finor, bell'idol mio est précédée d'une introduction instrumentale avec un passage de hautbois solo et suivie par une cabalette dans la même tonalité : Si scenda alla tromba. Cette scène a été ajoutée à l'occasion de la représentation donnée à la Scala de Milan le 12 juillet 1828 pour le ténor Winter, mais la musique originale en est perdue. Il en existe deux versions : l'une composée pour Rubini qui chanta le rôle au San Carlo à l'hiver 1828 et l'autre pour Pasini à l'occasion de la reprise de Bergame en 1840.

#### Troisième tableau
Dans le jardin de la maison de Murena.

Durée : environ 35 min.
- Scènes 4 et 5 : Murena a résolu de se dénoncer pour sauver Settimio. Il réclame à Argelia les documents que ce dernier lui a remis et qui prouvent sa culpabilité, mais, refusant de sacrifier son père au nom de son propre bonheur, elle refuse et les déchire. Malgré cela, la résolution de Murena est inébranlable : il se rend auprès de l'Empereur.
- Scènes 6 : Au-dehors, Argelia entend les cris de la foule pendant qu'on mène Settimio au supplice. Le cantabile de sa cavatine Tardi, tardi il piè la volgi est introduit et souligné, de manière assez inhabituelle, par le cor anglais.
- Scène 7 : Le tempo di mezzo est introduit, puis souligné, par un Publio apporte la bonne nouvelle : Settimio et Murena sont graciés tous les deux. Argelia n'a plus qu'à se réjouir dans sa cabalette finale : Ogni tormento.

## Discographie
|  | 1982 | Distribution (Murena, Argelia, Settimio, Publio)                  | Chef d'orchestre, Opéra et Orchestre                                         | Label                                                         |
|  |      | Jean Paul Bogart,Katia Ricciarelli,Bruce Brewer,John Gibbs        | Leslie Head Pro Opera Orchestra                                              | HRE                                                           |
|  | ---- | ----------------------------------------------------------------- | ---------------------------------------------------------------------------- | ------------------------------------------------------------- |
|  | 1986 | Simone Alaimo, Cecilia Gasdia, Ernesto Palacio, Armando Ariostini | Massimo De Bernart, Orchestra sinfonica di Piacenza, Coro dell'Opera giocosa | CD Audio : Bongiovanni Cat: GB2045/46-2 Enregistrement public |
|  | 2024 | Albina Shagimuratova, Nicola Alaimo, Serguey Romanovsky           | Britten Symfonia, Opera rara chorus                                          | CD audio, label Opera Rara. 2024                              |

### Sources
- Piotr Kaminski, Mille et un opéras, Paris, Fayard, coll. Les indispensables de la musique, 2003